# Pierre-Jérôme Chatizel
Pierre-Jérôme Chatizel de la Néronnière, né à Laval le 30 septembre 1733, mort à Angers le 22 septembre 1817, est un prêtre séculier et théologien français. Il sera curé de Soulaines, et député des États Généraux de 1789.

## Biographie
Il est le fils de Pierre Chatizel, notaire royal et de Catherine Gallais. Après des études à Laval, il termine au 
séminaire Saint-Sulpice à Paris, il se fit recevoir docteur en théologie de l'Université d'Angers. Il est tonsuré au Mans le 17 septembre 1754. 
Licencié en théologie et droit canon, il touche d’abord quelques bénéfices. Vicaire de Bonchamp en 1761, puis à la Trinité de Laval, il se fait remarquer par son austérité, ses prises de position antijansénistes, son action auprès des jeunes, trop dissolus à son goût. 
Nommé principal du collège de Laval en 1770, il n’y tient que quelques mois, face à l’opposition des chanoines de Saint Tugal de Laval, ardents jansénistes. Il permute alors avec Jean-Pierre Cotelle de La Blandinière, curé de Soulaines.
En 1789 il est élu le premier des députés ecclésiastiques de sa province aux États-généraux et il réussit à écarter de la députation tout membre du haut clergé angevin. Arrivé à Paris, il se montre défenseur des droits de l'Église. Il refuse tout serment schismatique. De retour dans  sa paroisse, il publie divers écrits et sa verve s'exerce contre l'église constitutionnelle. Forcé de fuir, après un court séjour à Laval, il se réfugie à Bruxelles, puis en Allemagne et en Angleterre. Lors du concordat il revint dans sa paroisse.

## Publications
- Quaestio theologica : Quaenam est columna et firmamentum veritatis ? Has theses... tueri conabitur M. Petrus Hieronymus Chatizel,... die lunae 1 mensis februarii, anno... 1757 in scholis Mauritianis... Andegavi : apud P.-L. Dubé, (s. d.). Gr. in-fol. plano. ;
- Discours sur la virginité, prononcé à la cérémonie du couronnement de la première rosière de S...  Angers : Impr. de C.-P. Mame, 1780, Paris : Durand, 1786. In-8, VIII-60 p. ;
- Traité du pouvoir des évêques de France sur les empêchements de mariage, pour servir de supplément à la nouvelle édition des conférences d'Angers, Avignon, 1782, in-12, XI-201 p[2].

On attribue aussi à Chatizel :
- Lettre adressée au T. S. P. Pie VI, par le clergé catholique des diocèses du Mans et d'Angers ; dans le Journal Ecclésiastique, de Augustin Barruel, juin 1792 ;
- Lettres de M... curé du diocèse d'Angers, au père Villar, évêque intrus dit département de la Mayenne, 1794.

## Sources
- Émile-Pierre Queruau-Lamerie, L'abbé Chatizel de la Néronnière, curé de Soulaines-en-Anjou, Bulletin de la Commission Historique et Archéologique de la Mayenne, t. XV, 1899 ;
- « Pierre-Jérôme Chatizel », dans Adolphe Robert et Gaston Cougny, Dictionnaire des parlementaires français, Edgar Bourloton, 1889-1891 [détail de l’édition]
- Revue historique et archéologique du Maine, 1900, t. XXXXVII, 1er semestre ;
- « Pierre-Jérôme Chatizel », dans Alphonse-Victor Angot et Ferdinand Gaugain, Dictionnaire historique, topographique et biographique de la Mayenne, Laval, A. Goupil, 1900-1910 [détail des éditions] (BNF 34106789, présentation en ligne), t. I, p. 612-613.